# Liste von Terroranschlägen in Thailand
Die Liste von Terroranschlägen in Thailand beinhaltet eine Übersicht über in Thailand geschehene Terroranschläge.

## Erläuterung
In der Spalte Politische Ausrichtung ist die politische bzw. weltanschauliche Einordnung der Täter angegeben: faschistisch, rassistisch, nationalistisch, nationalsozialistisch, sozialistisch, kommunistisch, antiimperialistisch, islamistisch (schiitisch, sunnitisch, deobandisch, salafistisch, wahhabitisch), hinduistisch. Bei vorrangig auf staatliche Unabhängigkeit oder Autonomie zielender Ausrichtung ist autonomistisch vorangestellt, gefolgt von der Region oder der Volksgruppe und ggf. weiteren Merkmalen der Täter: armenisch, irisch (katholisch), kurdisch, tirolisch, tschetschenisch, dagestanisch, punjabisch (sikhistisch), palästinensisch.
Die Opferzahlen der Anschläge werden farbig dargestellt:

## 1979
| Datum/Beginn | Ort        | Artikel/Quelle(n) | Täter       | Politische Ausrichtung | Mittel                                               | Ziel              | Tote | Verletzte | Hintergrund |
| ------------ | ---------- | ----------------- | ----------- | ---------------------- | ---------------------------------------------------- | ----------------- | ---- | --------- | ----------- |
| 30. Mai 1979 | Udon Thani | [ 1 ]             | Kommunisten | kommunistisch          | Sprengstoff, Automatische Schusswaffen, Panzerfäuste | Militärpatrouille | 27   | 3         |             |

## 1980
| Datum/Beginn     | Ort     | Artikel/Quelle(n)       | Täter | Politische Ausrichtung       | Mittel      | Ziel                                | Tote | Verletzte | Hintergrund |
| ---------------- | ------- | ----------------------- | ----- | ---------------------------- | ----------- | ----------------------------------- | ---- | --------- | ----------- |
| 08. Februar 1980 | Hat Yai | [ 2 ]                   |       |                              | Sprengstoff | Bahnhof                             | 3    | 25        |             |
| 11. April 1980   | Bangkok | [ 3 ]                   |       |                              | Sprengstoff | Freilichtkino                       | 19   | 25        |             |
| 30. Juni 1980    | Bangkok | [ 4 ] [ 5 ] [ 6 ] [ 7 ] | PULO  | autonomistisch, islamistisch | Sprengsätze | Zug, Bushaltestelle, Kino, Geschäft | 0    | 32        |             |

## 1981
| Datum/Beginn  | Ort     | Artikel/Quelle(n) | Täter | Politische Ausrichtung       | Mittel      | Ziel     | Tote | Verletzte | Hintergrund |
| ------------- | ------- | ----------------- | ----- | ---------------------------- | ----------- | -------- | ---- | --------- | ----------- |
| 06. Juni 1981 | Bangkok | [ 8 ]             | PULO  | autonomistisch, islamistisch | Sprengstoff | Kaufhaus | 0    | 40        |             |

## 1982
| Datum/Beginn      | Ort     | Artikel/Quelle(n) | Täter                                         | Politische Ausrichtung | Mittel      | Ziel                           | Tote | Verletzte | Hintergrund |
| ----------------- | ------- | ----------------- | --------------------------------------------- | ---------------------- | ----------- | ------------------------------ | ---- | --------- | ----------- |
| 02. Dezember 1982 | Bangkok | [ 9 ]             | vermutlich Movement of Islamic Action of Iraq |                        | Sprengstoff | Ehemaliges Irakisches Konsulat | 1    | 20        |             |

## 1990
| Datum/Beginn   | Ort       | Artikel/Quelle(n) | Täter | Politische Ausrichtung | Mittel     | Ziel | Tote | Verletzte | Hintergrund |
| -------------- | --------- | ----------------- | ----- | ---------------------- | ---------- | ---- | ---- | --------- | ----------- |
| 12. April 1990 | Buntharik | [ 10 ]            |       |                        | Granate(n) |      | 18   | 50        |             |

## 1991
| Datum/Beginn  | Ort                 | Artikel/Quelle(n) | Täter | Politische Ausrichtung | Mittel   | Ziel             | Tote | Verletzte | Hintergrund |
| ------------- | ------------------- | ----------------- | ----- | ---------------------- | -------- | ---------------- | ---- | --------- | ----------- |
| 28. März 1991 | Mueang Prachin Buri | [ 11 ]            |       |                        | Granaten | Flüchtlingslager | 7    | 20        |             |

## 1992
| Datum/Beginn    | Ort     | Artikel/Quelle(n) | Täter | Politische Ausrichtung       | Mittel      | Ziel    | Tote | Verletzte | Hintergrund |
| --------------- | ------- | ----------------- | ----- | ---------------------------- | ----------- | ------- | ---- | --------- | ----------- |
| 13. August 1992 | Hat Yai | [ 12 ]            | PULO  | autonomistisch, islamistisch | Sprengstoff | Bahnhof | 3    | 70        |             |

## 1995
| Datum/Beginn   | Ort                 | Artikel/Quelle(n) | Täter | Politische Ausrichtung | Mittel     | Ziel       | Tote | Verletzte | Hintergrund |
| -------------- | ------------------- | ----------------- | ----- | ---------------------- | ---------- | ---------- | ---- | --------- | ----------- |
| 16. April 1995 | Prachuap Khiri Khan | [ 13 ]            |       |                        | Granate(n) | Restaurant | 7    | 20        |             |

## 1998
| Datum/Beginn  | Ort     | Artikel/Quelle(n) | Täter | Politische Ausrichtung | Mittel                                | Ziel             | Tote | Verletzte | Hintergrund                     |
| ------------- | ------- | ----------------- | ----- | ---------------------- | ------------------------------------- | ---------------- | ---- | --------- | ------------------------------- |
| 11. März 1998 | Mae Sot | [ 14 ]            | DKBA  | karen-nationalistisch  | Schusswaffen, Granaten, Brandstiftung | Flüchtlingslager | 4    | 39        | Bewaffnete Konflikte in Myanmar |

## 2001
| Datum/Beginn   | Ort     | Artikel/Quelle(n) | Täter | Politische Ausrichtung | Mittel     | Ziel    | Tote | Verletzte | Hintergrund |
| -------------- | ------- | ----------------- | ----- | ---------------------- | ---------- | ------- | ---- | --------- | ----------- |
| 08. April 2001 | Hat Yai | [ 15 ]            |       |                        | Sprengsatz | Bahnhof | 1    | 38        |             |

## 2002
| Datum/Beginn   | Ort     | Artikel/Quelle(n) | Täter                           | Politische Ausrichtung | Mittel    | Ziel       | Tote | Verletzte | Hintergrund |
| -------------- | ------- | ----------------- | ------------------------------- | ---------------------- | --------- | ---------- | ---- | --------- | ----------- |
| 15. April 2002 | Mae Sot | [ 16 ]            | vermutlich Karen National Union | autonomistisch         | Haftbombe | Zivilisten | 7    | 27        |             |

## 2004
| Datum/Beginn     | Ort        | Artikel/Quelle(n) | Täter | Politische Ausrichtung | Mittel        | Ziel                                   | Tote | Verletzte | Hintergrund                       |
| ---------------- | ---------- | ----------------- | ----- | ---------------------- | ------------- | -------------------------------------- | ---- | --------- | --------------------------------- |
| 28. März 2004    | Narathiwat | [ 17 ]            |       |                        | Motorradbombe | Zivilisten                             | 0    | 27        | Konflikt in Südthailand seit 2004 |
| 28. Oktober 2004 | Narathiwat | [ 18 ]            |       |                        | Sprengsatz    | Bar                                    | 2    | 20        | Konflikt in Südthailand seit 2004 |
| 29. Oktober 2004 | Yala       | [ 19 ]            |       |                        | 2 Sprengsätze | Teeladen, Kindergarten, Rettungskräfte | 0    | 20        | Konflikt in Südthailand seit 2004 |

## 2005
| Datum/Beginn     | Ort        | Artikel/Quelle(n) | Täter | Politische Ausrichtung | Mittel      | Ziel                   | Tote | Verletzte | Hintergrund                       |
| ---------------- | ---------- | ----------------- | ----- | ---------------------- | ----------- | ---------------------- | ---- | --------- | --------------------------------- |
| 16. Januar 2005  | Yala       | [ 20 ]            |       |                        | Sprengfalle | Restaurant, Zivilisten | 1    | 59        | Konflikt in Südthailand seit 2004 |
| 17. Februar 2005 | Narathiwat | [ 21 ]            |       |                        | Autobombe   | Hotel                  | 5    | 40        | Konflikt in Südthailand seit 2004 |

## 2006
| Datum/Beginn       | Ort        | Artikel/Quelle(n) | Täter              | Politische Ausrichtung | Mittel         | Ziel       | Tote | Verletzte | Hintergrund                       |
| ------------------ | ---------- | ----------------- | ------------------ | ---------------------- | -------------- | ---------- | ---- | --------- | --------------------------------- |
| 04. Februar 2006   | Yala       | [ 22 ]            |                    |                        | Motorradbombe  | Restaurant | 1    | 30        | Konflikt in Südthailand seit 2004 |
| 31. August 2006    | Yala       | [ 23 ]            | vermutlich BERSATU |                        | 23 Sprengsätze | Banken     | 1    | 23        | Konflikt in Südthailand seit 2004 |
| 16. September 2006 | Hat Yai    | [ 24 ]            |                    |                        | 5 Sprengsätze  | Zivilisten | 4    | 59        | Konflikt in Südthailand seit 2004 |
| 17. November 2006  | Narathiwat | [ 25 ]            |                    |                        | 2 Sprengsätze  | Café       | 1    | 23        | Konflikt in Südthailand seit 2004 |

## 2007
| Datum/Beginn      | Ort          | Artikel/Quelle(n)                  | Täter | Politische Ausrichtung | Mittel         | Ziel                                                  | Tote | Verletzte | Hintergrund                       |
| ----------------- | ------------ | ---------------------------------- | ----- | ---------------------- | -------------- | ----------------------------------------------------- | ---- | --------- | --------------------------------- |
| 01. Januar 2007   | Bangkok      | [ 26 ]                             |       |                        | 9 Sprengsätze  |                                                       | 3    | 38        | Konflikt in Südthailand seit 2004 |
| 18. Februar 2007  |              | [ 27 ] [ 28 ] [ 29 ] [ 30 ] [ 31 ] |       |                        | 23 Sprengsätze | Karaoke-Bars, Hotels, Märkte, Zivilisten, Stromsender | 3    | 50+       | Konflikt in Südthailand seit 2004 |
| 30. April 2007    | Pattani      | [ 32 ]                             |       |                        | Motorradbombe  | Markt                                                 | 0    | 20        | Konflikt in Südthailand seit 2004 |
| 28. Mai 2007      | Songkhla     | [ 33 ]                             |       |                        | Autobombe      | Markt                                                 | 4    | 23        | Konflikt in Südthailand seit 2004 |
| 03. Juni 2007     | Bannang Sata | [ 34 ]                             |       |                        | Motorradbombe  | Zivilisten                                            | 0    | 20        | Konflikt in Südthailand seit 2004 |
| 08. Juni 2007     | Yala         | [ 35 ]                             |       |                        | Sprengsatz     | Teehaus                                               | 2    | 22        | Konflikt in Südthailand seit 2004 |
| 18. Juli 2007     | Yala         | [ 36 ]                             |       |                        | Motorradbombe  | Journalisten, Polizisten, Zivilisten                  | 1    | 20        | Konflikt in Südthailand seit 2004 |
| 06. November 2007 | Yala         | [ 37 ]                             |       |                        | Sprengsatz     | Einkaufszentrum                                       | 0    | 27        | Konflikt in Südthailand seit 2004 |
| 04. Dezember 2007 | Pattani      | [ 38 ]                             |       |                        | Sprengsatz     | Restaurant                                            | 6    | 20        | Konflikt in Südthailand seit 2004 |

## 2008
| Datum/Beginn      | Ort          | Artikel/Quelle(n)    | Täter | Politische Ausrichtung | Mittel                          | Ziel                                       | Tote | Verletzte | Hintergrund                       |
| ----------------- | ------------ | -------------------- | ----- | ---------------------- | ------------------------------- | ------------------------------------------ | ---- | --------- | --------------------------------- |
| 01. Januar 2008   | Narathiwat   | [ 39 ]               |       |                        | 2 Motorradbomben, 3 Sprengsätze | 2 Hotels, Zivilisten                       | 0    | 32        | Konflikt in Südthailand seit 2004 |
| 14. Januar 2008   | Yala         | [ 40 ]               |       |                        | Motorradbombe                   | Markt                                      | 0    | 37        | Konflikt in Südthailand seit 2004 |
| 16. Januar 2008   | Yala         | [ 41 ]               |       |                        | Motorradbombe                   | Zivilisten                                 | 0    | 44        | Konflikt in Südthailand seit 2004 |
| 21. August 2008   | Narathiwat   | [ 42 ] [ 43 ]        |       |                        | Autobombe, Motorradbombe        | Restaurant, Rettungskräfte                 | 2    | 30        | Konflikt in Südthailand seit 2004 |
| 04. November 2008 | Sukhirin     | [ 44 ] [ 45 ] [ 46 ] |       |                        | 3 Autobomben                    | Regierungsgebäude, Teeläden                | 1    | 70        | Konflikt in Südthailand seit 2004 |
| 20. November 2008 | Bangkok      | [ 47 ]               |       |                        | Granatwerfer                    | Gelbhemden                                 | 1    | 22        |                                   |
| 29. November 2008 | Bangkok      | [ 48 ]               |       |                        | Granate                         | Gelbhemden                                 | 1    | 46        |                                   |
| 02. Dezember 2008 | nahe Bangkok | [ 49 ]               |       |                        | Granate                         | Gelbhemden am Flughafen Bangkok-Don Mueang | 1    | 22        |                                   |

## 2009
| Datum/Beginn       | Ort        | Artikel/Quelle(n) | Täter                           | Politische Ausrichtung       | Mittel                                 | Ziel       | Tote | Verletzte | Hintergrund                       |
| ------------------ | ---------- | ----------------- | ------------------------------- | ---------------------------- | -------------------------------------- | ---------- | ---- | --------- | --------------------------------- |
| 25. August 2009    | Narathiwat | [ 50 ]            | vermutlich Runda Kumpulan Kecil | autonomistisch, islamistisch | Autobombe                              | Restaurant | 0    | 43        | Konflikt in Südthailand seit 2004 |
| 03. September 2009 | Pattani    | [ 51 ]            |                                 |                              | Autobombe                              | Zivilisten | 1    | 29        | Konflikt in Südthailand seit 2004 |
| 06. Oktober 2009   | Narathiwat | [ 52 ] [ 53 ]     |                                 |                              | 2 Autobomben, Sprengsatz, Schusswaffen | Zivilisten | 3    | 49        | Konflikt in Südthailand seit 2004 |

## 2010
| Datum/Beginn   | Ort     | Artikel/Quelle(n)    | Täter | Politische Ausrichtung | Mittel           | Ziel                                           | Tote | Verletzte | Hintergrund                       |
| -------------- | ------- | -------------------- | ----- | ---------------------- | ---------------- | ---------------------------------------------- | ---- | --------- | --------------------------------- |
| 22. April 2010 | Bangkok | [ 54 ] [ 55 ] [ 56 ] |       |                        | Granaten         | Hotel, Hochbahnhof, Bankgebäude, Demonstranten | 0    | 27        |                                   |
| 26. Mai 2010   | Yala    | [ 57 ]               |       |                        | 2 Motorradbomben | Zivilisten                                     | 2    | 28        | Konflikt in Südthailand seit 2004 |
| 12. Juni 2010  | Yala    | [ 58 ]               |       |                        | Sprengsätze      | Teeladen                                       | 2    | 23        | Konflikt in Südthailand seit 2004 |

## 2011
| Datum/Beginn       | Ort        | Artikel/Quelle(n)                                                                                               | Täter | Politische Ausrichtung | Mittel                      | Ziel | Tote | Verletzte | Hintergrund                       |
| ------------------ | ---------- | --- | ----- | ---------------------- | --------------------------- | --- | ---- | --------- | --------------------------------- |
| 16. September 2011 | Narathiwat | [ 59 ] [ 60 ] [ 61 ]                                                                                            |       |                        | 2 Motorradbomben, Autobombe | Chinesische Gemeinschaftsorganisation, Rettungskräfte, Zivilisten                                                                            | 4    | 118       | Konflikt in Südthailand seit 2004 |
| 25. Oktober 2011   | Yala       | [ 62 ] [ 63 ] [ 64 ] [ 65 ] [ 66 ] [ 67 ] [ 68 ] [ 69 ] [ 70 ] [ 71 ] [ 72 ] [ 73 ] [ 74 ] [ 75 ] [ 76 ] [ 77 ] |       |                        | 16 Motorradbomben           | Geschäfte, Obststand, Infrastruktur, Schule, Tankstelle, Autohaus, Restaurants, Hotel, Lebensmittelzentrum, Märkte, Bildungsbüro, Biergarten | 2    | 50        | Konflikt in Südthailand seit 2004 |
| 21. Dezember 2011  | Pattani    | [ 78 ] |       |                        | Sprengsatz                  | Soldaten, Polizisten, Zivilisten | 0    | 22        | Konflikt in Südthailand seit 2004 |

## 2012
| Datum/Beginn       | Ort         | Artikel/Quelle(n) | Täter                                     | Politische Ausrichtung                                      | Mittel                  | Ziel                          | Tote | Verletzte | Hintergrund                       |
| ------------------ | ----------- | ----------------- | ----------------------------------------- | ----------------------------------------------------------- | ----------------------- | ----------------------------- | ---- | --------- | --------------------------------- |
| 31. März 2012      | Mueang Yala | [ 79 ] [ 80 ]     | vermutlich Separatisten                   | autonomistisch                                              | 2 Autobomben            | Geschäft, Rettungskräfte      | 9    | 70        | Konflikt in Südthailand seit 2004 |
| 31. März 2012      | Hat Yai     | [ 81 ]            | vermutlich Separatisten                   | autonomistisch                                              | Autobombe               | Hotel                         | 14   | 400       | Konflikt in Südthailand seit 2004 |
| 21. September 2012 | Sai Buri    | [ 82 ] [ 83 ]     | vermutlich Yakariya Bango Insurgent Group |                                                             | Schusswaffen, Autobombe | Geschäfte, Zivilisten         | 6    | 40        | Konflikt in Südthailand seit 2004 |
| 29. September 2012 | Bacho       | [ 84 ]            | vermutlich Barisan Revolusi Nasional      | autonomistisch, malaysisch-nationalistisch, dschihadistisch | Granatwerfer            | Messe, Polizisten             | 1    | 23        | Konflikt in Südthailand seit 2004 |
| 17. November 2012  | Mueang Yala | [ 85 ]            |                                           |                                                             | Motorradbombe           | Militärpatrouille, Zivilisten | 1    | 33        | Konflikt in Südthailand seit 2004 |
| 18. November 2012  | Rueso       | [ 86 ]            | vermutlich Runda Kumpulan Kecil           | autonomistisch, islamistisch                                | Sprengsatz              | Gleise, Zug                   | 3    | 36        | Konflikt in Südthailand seit 2004 |

## 2013
| Datum/Beginn      | Ort      | Artikel/Quelle(n)                  | Täter                | Politische Ausrichtung       | Mittel                                     | Ziel                                                   | Tote | Verletzte | Hintergrund                       |
| ----------------- | -------- | ---------------------------------- | -------------------- | ---------------------------- | ------------------------------------------ | ------------------------------------------------------ | ---- | --------- | --------------------------------- |
| 22. Dezember 2013 | Songkhla | [ 87 ] [ 88 ] [ 89 ] [ 90 ] [ 91 ] | Runda Kumpulan Kecil | autonomistisch, islamistisch | 2 Sprengsätze, Autobombe, 2 Motorradbomben | Geschäft, Fastfood-Restaurant, Hotel, Polizeistationen | 2    | 25        | Konflikt in Südthailand seit 2004 |

## 2014
| Datum/Beginn     | Ort            | Artikel/Quelle(n) | Täter                   | Politische Ausrichtung | Mittel                                                 | Ziel                                                                                          | Tote | Verletzte | Hintergrund                       |
| ---------------- | -------------- | --- | ----------------------- | ---------------------- | ------------------------------------------------------ | --------------------------------------------------------------------------------------------- | ---- | --------- | --------------------------------- |
| 17. Januar 2014  | Bangkok        | [ 92 ] |                         |                        | Sprengsatz                                             | Demonstranten                                                                                 | 1    | 36        |                                   |
| 19. Januar 2014  | Bangkok        | [ 93 ] [ 94 ] |                         |                        | 2 Granaten                                             | Kundgebung                                                                                    | 0    | 28        |                                   |
| 22. Februar 2014 | Khao Saming    | [ 95 ] |                         |                        | Granaten, Sturmgewehre                                 | Kundgebung                                                                                    | 2    | 30        |                                   |
| 23. Februar 2014 | Bangkok        | [ 96 ] |                         |                        | Granate                                                | Kundgebung                                                                                    | 3    | 21        |                                   |
| 06. April 2014   | Yala           | [ 97 ] [ 98 ] [ 99 ] [ 100 ] |                         |                        | Motorradbombe, Autobombe, 2 Sprengsätze                | Möbelgeschäfte, Telekommunikationsunternehmen, Münztelefon, Regierungsgebäude                 | 1    | 23        | Konflikt in Südthailand seit 2004 |
| 15. Mai 2014     | Bangkok        | [ 101 ] [ 102 ] |                         |                        | Granaten, Schusswaffen                                 | Demonstranten                                                                                 | 3    | 20+       |                                   |
| 24. Mai 2014     | Mueang Pattani | [ 103 ] [ 104 ] [ 105 ] [ 106 ] [ 107 ] [ 108 ] [ 109 ] [ 110 ] [ 111 ] [ 112 ] [ 113 ] [ 114 ] [ 115 ] [ 116 ] [ 117 ] [ 118 ] [ 119 ] | vermutlich Separatisten | autonomistisch         | 2 Granaten, Granatwerfer, 3 Autobomben, 12 Sprengsätze | Polizeistation, Marineschiff, Kraftwerk, Strommasten, Hafen, Kaufhaus, Tankstellen, Geschäfte | 3    | 73        | Konflikt in Südthailand seit 2004 |
| 25. Juli 2014    | Yala           | [ 120 ] | Separatisten            | autonomistisch         | Autobombe                                              | Hotel                                                                                         | 3    | 35        | Konflikt in Südthailand seit 2004 |

## 2015
| Datum/Beginn    | Ort     | Artikel/Quelle(n) | Täter                               | Politische Ausrichtung                                                                                         | Mittel         | Ziel       | Tote | Verletzte | Hintergrund                       |
| --------------- | ------- | --- | ----------------------------------- | --- | -------------- | ---------- | ---- | --------- | --------------------------------- |
| 14. Mai 2015    | Yala    | [ 121 ] [ 122 ] [ 123 ] [ 124 ] [ 125 ] [ 126 ] [ 127 ] [ 128 ] [ 129 ] [ 130 ] [ 131 ] [ 132 ] [ 133 ] [ 134 ] [ 135 ] [ 136 ] [ 137 ] [ 138 ] [ 139 ] [ 140 ] [ 141 ] [ 142 ] [ 143 ] | Runda Kumpulan Kecil                | autonomistisch, islamistisch                                                                                   | 36 Sprengsätze | Zivilisten | 0    | 20+       | Konflikt in Südthailand seit 2004 |
| 17. August 2015 | Bangkok | [ 144 ] | vermutlich Adem Karadag/Graue Wölfe | türkisch-ultranationalistisch, neofaschistisch, antiarmenisch, antigriechisch, antikurdisch, antikommunistisch | Motorradbombe  | Schrein    | 20   | 125       | Konflikt in Südthailand seit 2004 |

## 2016
| Datum/Beginn     | Ort     | Artikel/Quelle(n)                                                                               | Täter                     | Politische Ausrichtung                                      | Mittel         | Ziel                                                                          | Tote | Verletzte | Hintergrund                       |
| ---------------- | ------- | ----------------------------------------------------------------------------------------------- | ------------------------- | ----------------------------------------------------------- | -------------- | ----------------------------------------------------------------------------- | ---- | --------- | --------------------------------- |
| 11. August 2016  |         | [ 145 ] [ 146 ] [ 147 ] [ 148 ] [ 149 ] [ 150 ] [ 151 ] [ 152 ] [ 153 ] [ 154 ] [ 155 ] [ 156 ] | Runda Kumpulan Kecil      | autonomistisch, islamistisch                                | 13 Sprengsätze | Bar, Polizeistationen, Märkte, Geschäft, Strand, Dorf, Supermarkt, Zivilisten | 4    | 34        | Konflikt in Südthailand seit 2004 |
| 23. August 2016  | Pattani | [ 157 ] [ 158 ]                                                                                 | Barisan Revolusi Nasional | autonomistisch, malaysisch-nationalistisch, dschihadistisch | 2 Autobomben   | Hotel, Nachtclub                                                              | 2    | 29        | Konflikt in Südthailand seit 2004 |
| 24. Oktober 2016 | Pattani | [ 159 ]                                                                                         |                           |                                                             | Sprengsatz     | Geschäft                                                                      | 1    | 20        | Konflikt in Südthailand seit 2004 |

## 2017
| Datum/Beginn       | Ort            | Artikel/Quelle(n)       | Täter                                | Politische Ausrichtung                     | Mittel                      | Ziel                                               | Tote | Verletzte | Hintergrund                       |
| ------------------ | -------------- | ----------------------- | ------------------------------------ | ------------------------------------------ | --------------------------- | -------------------------------------------------- | ---- | --------- | --------------------------------- |
| 09. Mai 2017       | Mueang Pattani | [ 160 ] [ 161 ]         | vermutlich Barisan Revolusi Nasional | autonomistisch, malaysisch-nationalistisch | Autobombe                   | Kaufhaus                                           | 1    | 80+       | Konflikt in Südthailand seit 2004 |
| 22. Mai 2017       | Bangkok        | [ 162 ]                 | vermutlich UDD                       |                                            | Rohrbombe                   | Krankenhaus                                        | 0    | 25        |                                   |
| 14. September 2017 | Yala           | [ 163 ] [ 164 ] [ 165 ] |                                      |                                            | 3 Sprengsätze, Schusswaffen | Strommast, Militärfahrzeug, Polizisten, Zivilisten | 2    | 27        | Konflikt in Südthailand seit 2004 |

## 2018
| Datum/Beginn    | Ort  | Artikel/Quelle(n)       | Täter                           | Politische Ausrichtung       | Mittel        | Ziel  | Tote | Verletzte | Hintergrund                       |
| --------------- | ---- | ----------------------- | ------------------------------- | ---------------------------- | ------------- | ----- | ---- | --------- | --------------------------------- |
| 22. Januar 2018 | Yala | [ 166 ] [ 167 ] [ 168 ] | vermutlich Runda Kumpulan Kecil | autonomistisch, islamistisch | Motorradbombe | Markt | 3    | 34        | Konflikt in Südthailand seit 2004 |

## 2019
| Datum/Beginn | Ort     | Artikel/Quelle(n) | Täter | Politische Ausrichtung | Mittel     | Ziel                   | Tote | Verletzte | Hintergrund                       |
| ------------ | ------- | ----------------- | ----- | ---------------------- | ---------- | ---------------------- | ---- | --------- | --------------------------------- |
| 28. Mai 2019 | Pattani | [ 169 ] [ 170 ]   |       |                        | Sprengsatz | Markt, Grenzpolizisten | 2    | 23        | Konflikt in Südthailand seit 2004 |

## 2020
| Datum/Beginn  | Ort  | Artikel/Quelle(n) | Täter                     | Politische Ausrichtung                                      | Mittel                | Ziel                                        | Tote | Verletzte | Hintergrund                       |
| ------------- | ---- | ----------------- | ------------------------- | ----------------------------------------------------------- | --------------------- | ------------------------------------------- | ---- | --------- | --------------------------------- |
| 17. März 2020 | Yala | [ 171 ] [ 172 ]   | Barisan Revolusi Nasional | autonomistisch, malaysisch-nationalistisch, dschihadistisch | Autobombe, Sprengsatz | Regierungsgebäude, Polizisten, Journalisten | 0    | 25        | Konflikt in Südthailand seit 2004 |

## 2022
| Datum/Beginn      | Ort        | Artikel/Quelle(n) | Täter | Politische Ausrichtung | Mittel    | Ziel                                   | Tote | Verletzte | Hintergrund                       |
| ----------------- | ---------- | ----------------- | ----- | ---------------------- | --------- | -------------------------------------- | ---- | --------- | --------------------------------- |
| 21. November 2022 | Narathiwat | [ 173 ]           |       |                        | Autobombe | Polizeigebäude, Polizisten, Zivilisten | 1    | 30        | Konflikt in Südthailand seit 2004 |